# The Holiday (Hans Zimmer)
The Holiday is de originele soundtrack van de film met dezelfde naam uit 2006. Het album werd gecomponeerd door Hans Zimmer en uitgebracht op 9 januari 2007 door Varèse Sarabande.
Het album bevat de originele filmmuziek van The Holiday, een film die geregisseerd is door Nancy Meyers. De muziek op het album wordt afgewisseld in de stijl van het genre melodrama, romantiek en humor. De filmmuziek werd uitgevoerd door het Hollywood Studio Symphony onder leiding van Rupert Gregson-Williams. Zimmer componeerde de muziek tussen de tweede en derde film van Pirates of the Caribbean. Aanvullende muziek werd gecomponeerd door Ryeland Allison, Lorne Balfe, Heitor Pereira en Atli Örvarsson.

## Solisten
- Herb Alpert - Trompet
- Endre Granat - Viool
- Imogen Heap - Zang
- Henry Jackman - Piano
- Heitor Pereira - Gitaar, Zang
- Hans Zimmer - Piano
- Suzanne Zimmer - Zang

## Nummers
| Nr. | Titel                   | Duur |
| --- | ----------------------- | ---- |
| 1   | Maestro                 | 3:54 |
| 2   | Iris And Jasper         | 3:24 |
| 3   | Kayak For One           | 1:31 |
| 4   | Zero                    | 2:45 |
| 5   | Dream Kitchen           | 1:36 |
| 6   | Separate Vacations      | 1:48 |
| 7   | Anything Can Happen     | 0:49 |
| 8   | Light My Fire           | 1:14 |
| 9   | Definitely Unexpected   | 3:35 |
| 10  | If I Wanted To Call You | 1:51 |
| 11  | Roadside Rhapsody       | 1:39 |

| Nr. | Titel              | Duur |
| --- | ------------------ | ---- |
| 12  | Busy Guy           | 1:28 |
| 13  | For Nancy          | 1:28 |
| 14  | It's Complicated   | 1:00 |
| 15  | Kiss Goodbye       | 2:33 |
| 16  | Verso E Prosa      | 1:59 |
| 17  | Meu Passado        | 1:25 |
| 18  | The 'Cowch'        | 2:42 |
| 19  | Three Musketeers   | 2:45 |
| 20  | Christmas Surprise | 2:33 |
| 21  | Gumption           | 3:45 |
| 22  | Cry                | 2:39 |

## Hitnoteringen

### NPO Klassiek Filmmuziek Top 200
| The Holiday in de NPO Klassiek Filmmuziek Top 200 | The Holiday in de NPO Klassiek Filmmuziek Top 200 | The Holiday in de NPO Klassiek Filmmuziek Top 200 |
| Jaar                                              | 2024                                              | 2025                                              |
| ------------------------------------------------- | ------------------------------------------------- | ------------------------------------------------- |
| Positie                                           | 105                                               | 97                                                |